# Jordi Gayà Estelrich
Jordi Gayà Estelrich (Sant Joan, Mallorca 1948) és un sacerdot i un investigador sobre Ramon Llull. És professor de Teologia del Centre d'Estudis Teològics de Mallorca. Es va doctorar en Teologia en la Universitat de Freiburg l'any 1975. Fou el primer secretari de l'Institut d'Estudis Baleàrics. Ha dut a terme diverses edicions crítiques de la obra llatina de Ramon Llull.

## Obres[2]
- 1979 La teoría luliana de los correlativos. Historia de su formación conceptual (Palma), xviii+241 pp.
- 1995 Raimundi Lulli Opera latina, Tomus XX, 106-113, in Monte Pessulano et Ianuae annis MCCCIII-MCCCIV composita, ed. Jordi Gayà Estelrich, "Corpus Cristianorum, Continuatio Mediaevalis" CXIII (Turnhout: Brepols), lxxviii + 494 pp.